# Misje dyplomatyczne Mauritiusu

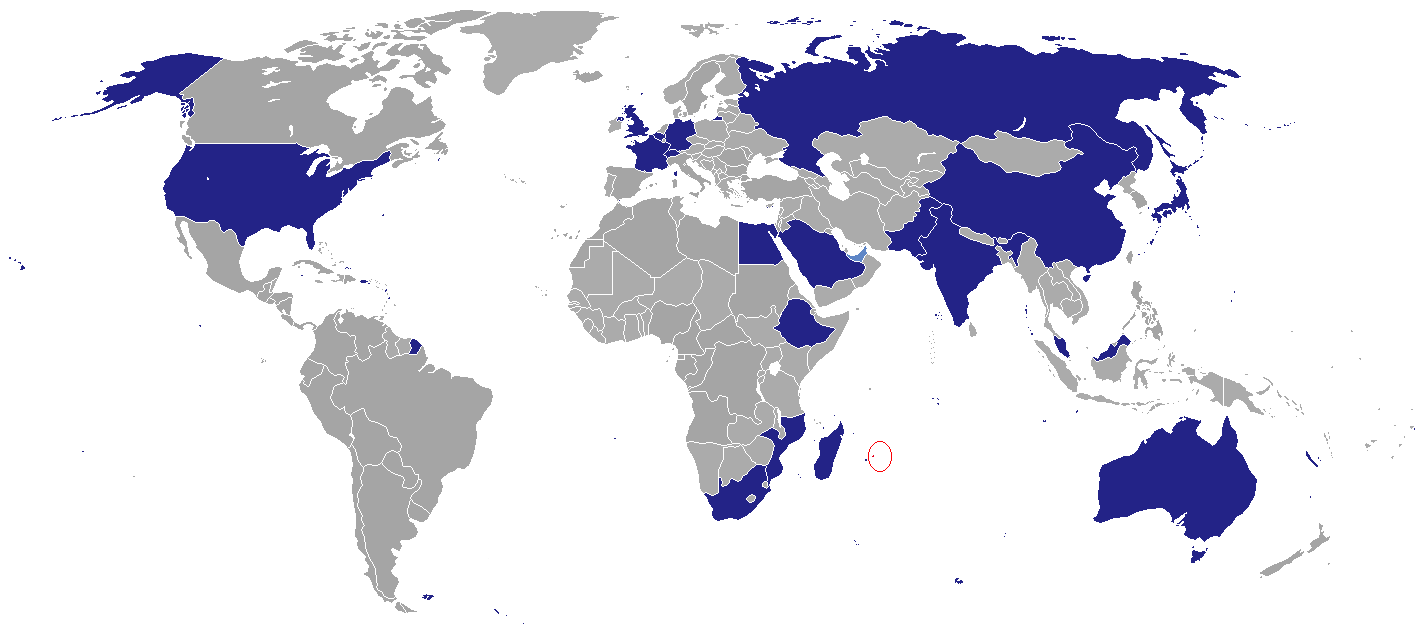
Kraje, w których Republika Mauritiusu ma swoje przedstawicielstwa dyplomatyczne

Misje dyplomatyczne Mauritiusu – przedstawicielstwa dyplomatyczne Republiki Mauritiusu przy innych państwach i organizacjach międzynarodowych. Poniższa lista zawiera wykaz obecnych ambasad, wysokich komisji i konsulatów zawodowych. Nie uwzględniono konsulatów honorowych.

## Europa

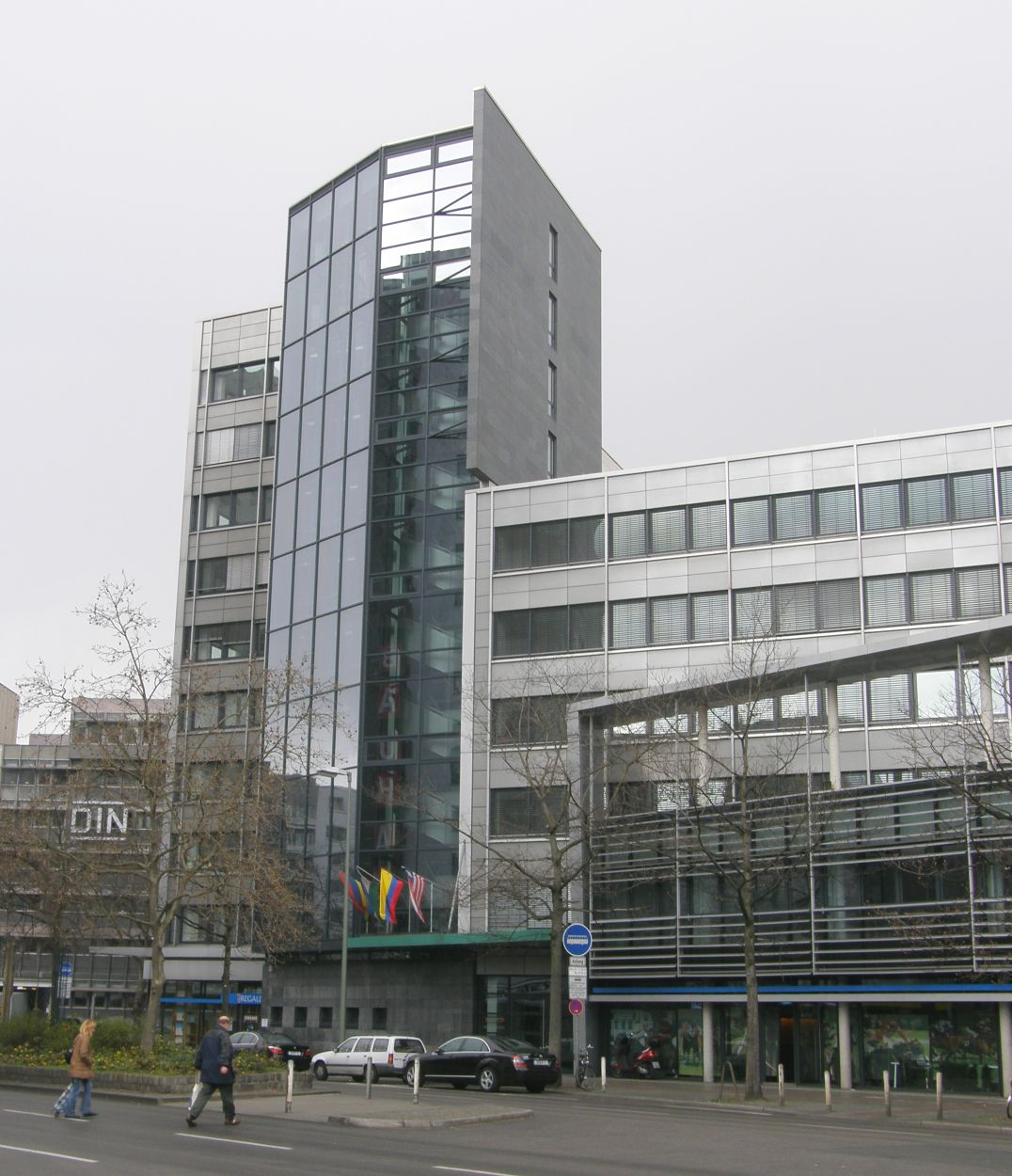
Ambasada Mauritiusu, Kolumbii, Lesotho i Liberii w Berlinie

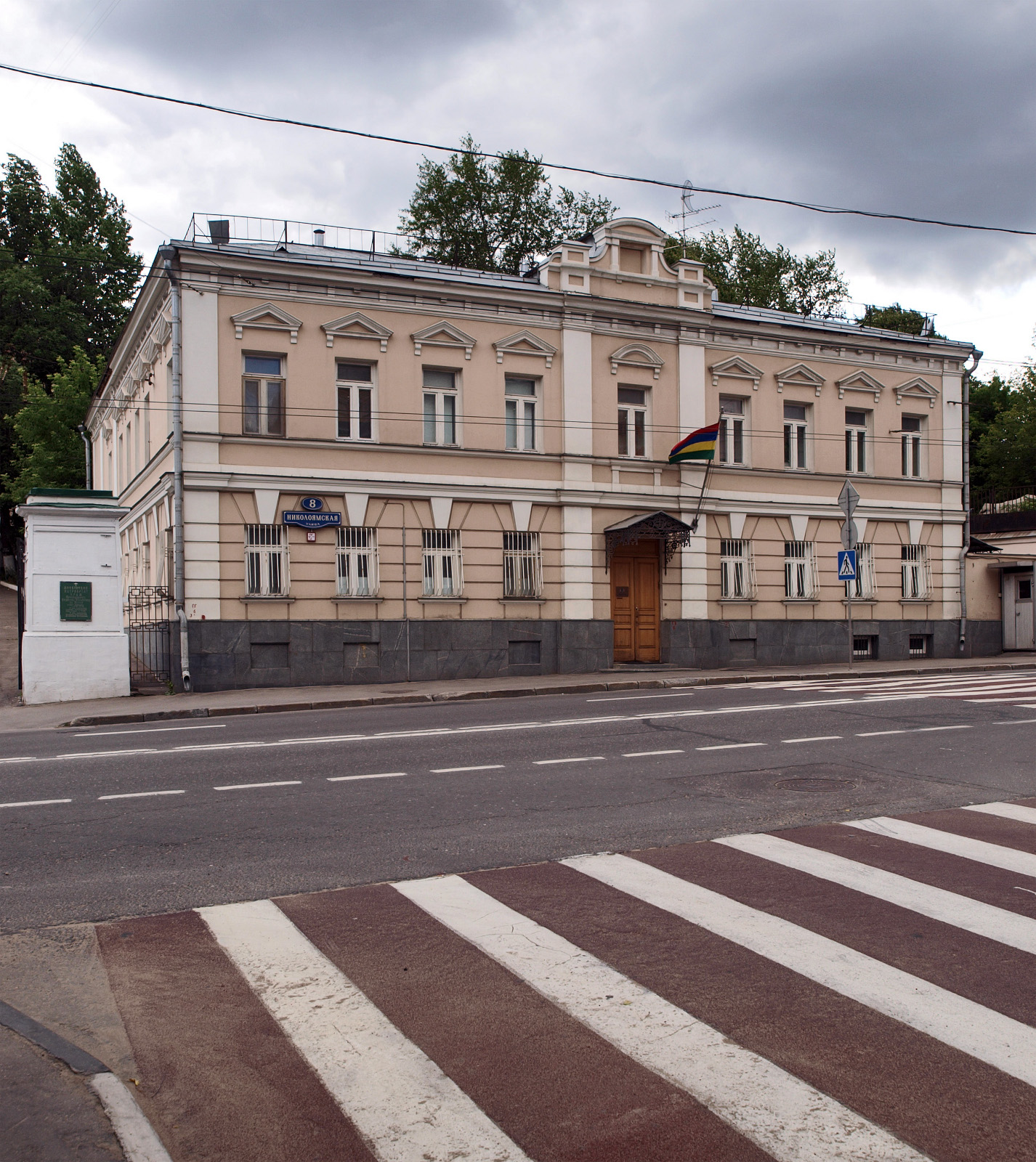
Ambasada Mauritiusu w Moskwie

- Belgia
  - Bruksela (Ambasada)
- Francja
  - Paryż (Ambasada)
- Niemcy
  - Berlin (Ambasada)
- Rosja
  - Moskwa (Ambasada)
- Wielka Brytania
  - Londyn (Wysoka komisja)
- Włochy
  - Rzym (Konsulat)

## Ameryka Północna, Środkowa i Karaiby
- Stany Zjednoczone
  - Waszyngton (Ambasada)

## Afryka
- Egipt
  - Kair (Ambasada)
- Etiopia
  - Addis Abeba (Ambasada)
- Madagaskar
  - Antananarywa (Ambasada)
- Mozambik
  - Maputo (Wysoka komisja)
- Południowa Afryka
  - Pretoria (Wysoka komisja)

## Azja
- Chiny
  - Pekin (Ambasada)
- Indie
  - Nowe Delhi (Wysoka komisja)
  - Bombaj (Konsulat)
- Malezja
  - Kuala Lumpur (Wysoka komisja)
- Pakistan
  - Islamabad (Wysoka komisja)

## Australia i Oceania

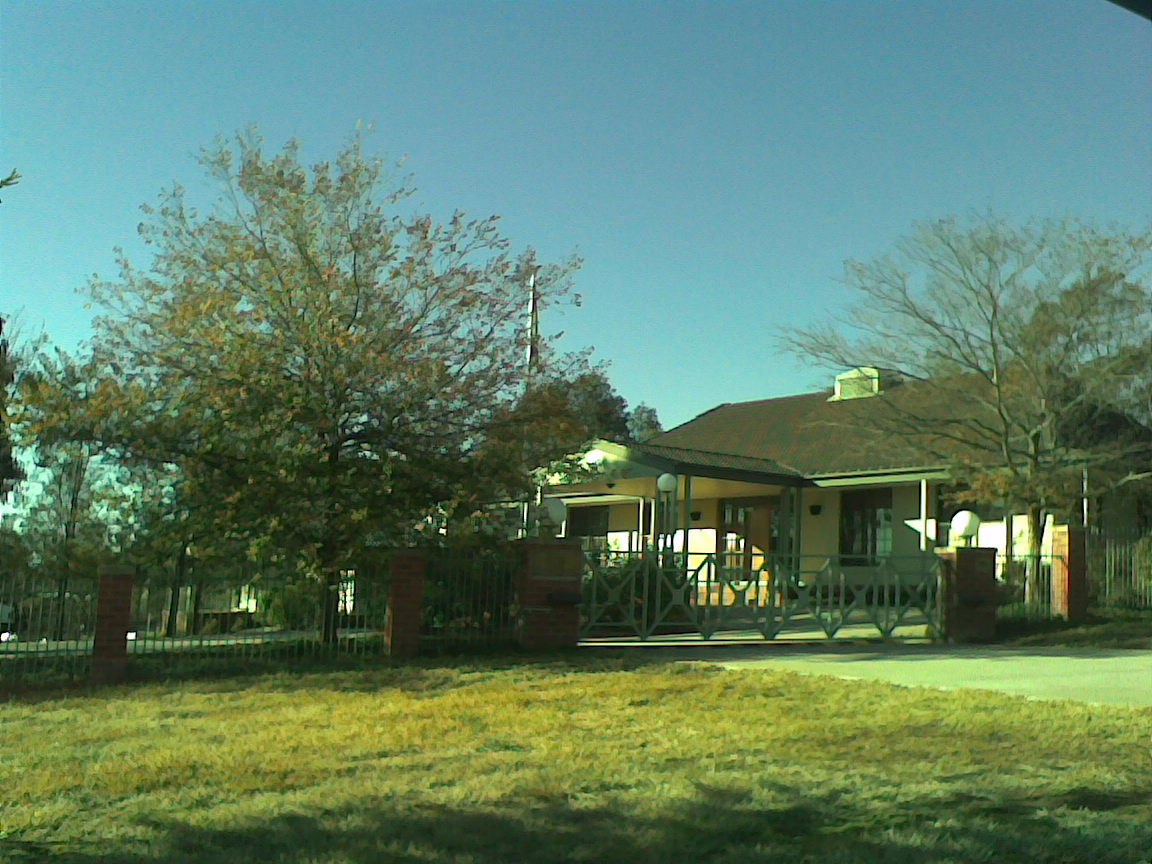
Wysoka komisja Mauritiusu w Canberze

- Australia
  - Canberra (Wysoka komisja)

## Organizacje międzynarodowe
- Nowy Jork - Stałe Przedstawicielstwo przy Organizacji Narodów Zjednoczonych
- Genewa - Stałe Przedstawicielstwo przy Biurze Narodów Zjednoczonych i innych organizacjach
- Paryż - Misja przy UNESCO
- Bruksela - Misja przy Unii Europejskiej